# Sergy (Ain)
Sergy é uma comuna francesa na região administrativa de Auvérnia-Ródano-Alpes, no departamento de Ain.

## Economia
A comuna era principalmente rural, tornando-se progressivamente residencial pela evoluçào demográfica da região fronteiriça suíça, onde se encontra o pólo económico da cidade de Genebra e as suas organizações internacionais, sendo a mais próxima e importante o CERN (organização europeia para a pesquisa nuclear).

## Demografia
Em 2006 Sergy apresentava uma população de 1517 habitantes, distribuídos por 706 lares.
| 1793 | 1800 | 1806 | 1821 | 1831 | 1836 | 1841 | 1846 | 1851 |
| ---- | ---- | ---- | ---- | ---- | ---- | ---- | ---- | ---- |
| 245  | 297  | 323  | 357  | 359  | 385  | 412  | 385  | 387  |

| 1856 | 1861 | 1866 | 1872 | 1876 | 1881 | 1886 | 1891 | 1896 |
| ---- | ---- | ---- | ---- | ---- | ---- | ---- | ---- | ---- |
| 397  | 384  | 347  | 353  | 337  | 334  | 337  | 343  | 303  |

| 1901 | 1906 | 1911 | 1921 | 1926 | 1931 | 1936 | 1946 | 1954 |
| ---- | ---- | ---- | ---- | ---- | ---- | ---- | ---- | ---- |
| 337  | 302  | 309  | 267  | 267  | 253  | 256  | 262  | 274  |

| 1962 | 1968 | 1975 | 1982 | 1990  | 1999  | 2006  | - | - |
| --- | ---- | ---- | ---- | ----- | ----- | ----- | - | - |
| 271 | 297  | 605  | 946  | 1 201 | 1 247 | 1 517 | - | - |
| Para os censos de 1962 a 2006 a população legal corresponde à popolução sem duplicidades, segundo define o INSEE. |      |      |      |       |       |       |   |   |